# David Brown (Skispringer)
David Brown (* 16. September 1965 in Thunder Bay, Ontario) ist ein ehemaliger kanadischer Skispringer.

## Werdegang
Brown debütierte am 21. Februar 1981 auf seiner Heimschanze Big Thunder in Thunder Bay im Skisprung-Weltcup, verpasste jedoch deutlich die Punkteränge. Auch bei den Nordischen Junioren-Skiweltmeisterschaften 1982 in Murau blieb er deutlich hinter den Besten zurück. Nachdem er sich erneut einige Male erfolglos im Weltcup versuchte, belegte er bei den Nordischen Junioren-Skiweltmeisterschaften 1983 in Kuopio den 28. Platz.
Zum Auftakt in die Weltcup-Saison 1983/84 machte der Weltcup-Zirkus erneut in Thunder Bay halt. Während Brown beim Wettkampf von der Normalschanze noch abgeschlagen 41. wurde, sprang er am zweiten Wettkampftag von der Großschanze auf den zwölften Platz. Gemäß dem damaligen FIS-Punktesystem gewann er damit seine ersten vier Weltcup-Punkte. Bei der kurz darauf stattfindenden Vierschanzentournee 1983/84 sprang er jedoch nur auf hintere Plätze. Bei den Olympischen Winterspielen 1984 in Sarajevo sprang Brown von der Normalschanze auf den 51. und von der Großschanze auf den 47. Platz. Da es bei den Olympischen Spielen keinen Teamwettbewerb gab, wurde dieser im Rahmen der Nordischen Skiweltmeisterschaften 1984 in Engelberg ausgetragen. Gemeinsam mit Horst Bulau, Steve Collins und Ron Richards belegte er den zwölften Platz. Nach weiteren erfolglosen Starts im Weltcup schloss Brown die Saison auf dem 67. Platz der Gesamtwertung ab.
Die folgende Saison begann für Brown erneut mit einem elften Platz auf seiner Heimschanze in Thunder Bay. Es war das letzte Mal, dass er Weltcup-Punkte gewinnen konnte. Bei der folgenden Vierschanzentournee 1984/85 stellte der 23. Platz seine beste Platzierung dar. Er landete schließlich auf Rang 42 der Tournee-Gesamtwertung. Bei den Nordischen Skiweltmeisterschaften 1985 in Seefeld sprang Brown auf den 58. Platz. Da er beim Teamspringen nicht startete, landeten die kanadischen Vertreter auf dem dreizehnten und letzten Platz. 
In den folgenden Jahren versuchte sich Brown immer wieder im Weltcup, fand sich allerdings nur weit außerhalb der Punkteränge wieder. Auch im zweitklassigen Europacup tat er sich meist schwer, sodass er lediglich im März 1986 in Örnsköldsvik als Vierzehnter zwei Punkte gewann. Seine aktive Skisprungkarriere beendete er mit dem 66. Platz beim Weltcup-Springen im Dezember 1986 in Thunder Bay.

## Statistik

### Weltcup-Platzierungen
| Saison  | Platz | Punkte |
| ------- | ----- | ------ |
| 1983/84 | 067.  | 04     |
| 1984/85 | 057.  | 05     |

### Europacup-Platzierungen
| Saison  | Platz | Punkte |
| ------- | ----- | ------ |
| 1985/86 | 160.  | 02     |